# Vagabond Ways
Vagabond Ways è un album in studio della cantante britannica Marianne Faithfull, pubblicato nel 1999.

## Tracce
1. Vagabond Ways (Marianne Faithfull, David Courts) – 3:22
2. Incarceration of a Flower Child (Roger Waters) – 5:34
3. File It Under Fun from the Past (Marianne Faithfull, Barry Reynolds) – 4:50
4. Electra (Marianne Faithfull, Barry Reynolds, Frank McGuinness) – 3:24
5. Wilder Shores of Love (Marianne Faithfull, Barry Reynolds, Guy Pratt) – 5:40
6. Marathon Kiss (Daniel Lanois) – 4:00
7. For Wanting You (Elton John, Bernie Taupin) – 3:57
8. Great Expectations (Marianne Faithfull, Daniel Lanois) – 3:13
9. Tower of Song (Leonard Cohen) – 4:35
10. After the Ceasefire (Daniel Lanois, Frank McGuinness) – 4:22